# 5-ホルムアミドイミダゾール-4-カルボキサミドリボチド
5-ホルムアミドイミダゾール-4-カルボキサミドリボチド (5-Formamidoimidazole-4-carboxamide ribotide, FAICAR) は、プリンのホルミル化中間体である。